# Erich Heckel
Erich Heckel (Döbeln, Saxônia, 31 de julho de 1883 — Radolfzell, 27 de janeiro de 1970) foi um pintor e gravador alemão e membro fundador do grupo Die Brücke ("A Ponte"), que existiu entre 1905-1913. Seu trabalho fez parte das competições de arte nos Jogos Olímpicos de Verão de 1928 e nos Jogos Olímpicos de Verão de 1932.

## Biografia
Heckel nasceu em Döbeln, Saxônia, filho de um engenheiro ferroviário. Entre 1843 e 1904 frequentou o Realgymnasium em Chemnitz, antes de estudar arquitetura em Dresden. Saiu após três mandatos, pouco depois da fundação do Die Brücke, grupo de artistas do qual foi secretário e tesoureiro. Os outros membros fundadores, também estudantes de arquitetura, foram Ernst Ludwig Kirchner, Karl Schmidt-Rotluff e Fritz Bleyl. Ele trabalhou no escritório do arquiteto Wilhelm Kreis até julho de 1907, quando se demitiu para se tornar um artista em tempo integral.

## Carreira
Heckel conheceu os outros membros fundadores do Die Brücke, Ernst Ludwig Kirchner, Karl Schmidt-Rotluff e Fritz Bleyl, enquanto estudava arquitetura em Dresden. O quarteto também considerou a obtenção de um diploma em arquitetura um compromisso com seus pais de classe média respeitáveis, que nunca os teriam apoiado, se quisessem estudar arte. Heckel frequentou o Instituto Politécnico de Dresden por apenas dezoito meses, após o qual ele aceitou um emprego como desenhista no estúdio de arquitetura de Wilhem Kreis. Ele foi capaz de usar a posição em benefício do Brücke. Quando a empresa foi convidada a projetar uma sala de exposição para o fabricante de lâmpadas Max Seifert, Heckel conseguiu persuadir o industrial de que valia a pena dar espaço nas paredes e mostruários ao Brucke para uma exposição.

## Arte

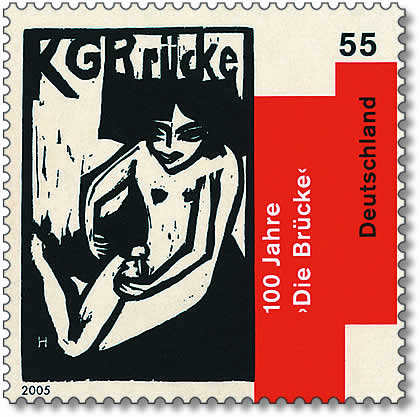
DPAG-2005-DieBrueckeSitzendeFraenzi

Como membro do Die Brücke, Heckel muitas vezes desempenhava o papel de gerente de negócios, o que permitia ao coletivo se relacionar com outros artistas da época, como Franz Marc, de Munique. Isso posteriormente levou a uma maior publicidade para o coletivo, como a sua menção no almanaque da própria coalizão artística de Franz Marc, o Blaue Reiter.
Vale a pena notar que, com exceção de uma crítica favorável de Paul Fetcher no principal jornal de Dresden, Dresdner Neueste Nachrichten, a exposição em Löbtau na fábrica do fabricante de lâmpadas Max Seifert foi considerada um fracasso. Além disso, o pôster de Heckel, não mais existente, foi impedido de exibição pública pela polícia de Dresden. Em 1906 e 1907, o Die Brücke teve outra exposição em Löbtau, dedicada exclusivamente à arte gráfica e incluindo um grupo de xilogravuras de Wassily Kandinsky. Infelizmente, o grupo mais uma vez não conseguiu impressionar o público. No entanto, muito mais dignos de nota e ironicamente também notórios, foram as próximas três exposições anuais da Die Brücke, desta vez realizada na elegante Emil Richter Gallery. Em quartos amplos e silenciosos, mobiliados de maneira cara e cobertos por tapetes exuberantes, as pinturas e gravuras não convencionais do grupo tocaram um acorde previsivelmente estridente, entre elas, notavelmente, um pôster nua de uma mulher que irritou muitos Dresdener complacentes.
Heckel e outros membros do Die Brücke admiravam muito o trabalho de Edvard Munch e pretendiam fazer uma "ponte" entre a pintura tradicional neo-romântica alemã e a pintura expressionista moderna. Os quatro membros fundadores fizeram muito uso da impressão como um meio barato e rápido para produzir arte acessível.
A arte primitiva também foi uma inspiração para os membros do Die Brücke. Foi o irmão de Heckel quem introduziu o grupo à escultura africana, e constata-se que a aceitação da arte primitiva, que viria a fortalecer de forma decisiva os anseios expressivos dos artistas europeus, foi inequívoca. É neste estilo que encontraram uma fonte de força nas figuras bárbaras.

## Crítica
O crítico James Auer disse que a sua Fränzi de pé ...

...em muitos sentidos resume as principais virtudes de todo o movimento expressionista. Ao mesmo tempo franca e respeitosa, desafiante e compassiva, representa a uma menina-mulher na cimeira da adolescência, ainda inocente e livre, mas, ao mesmo tempo, curiosa e cúmplice.